# Звенигородська вулиця (Київ)
Звенигоро́дська ву́лиця — вулиця у Святошинському районі міста Києва, місцевості Авіамістечко та Святошин. Пролягає від вулиці Авіаконструкторської до вулиці Василя Степанченка.
Прилучається вулиця Володимира Гапоненка.

## Історія
Вулиця виникла у 1950-ті роки під назвою 859-а Нова. Сучасна назва — з 1953 року, на честь міста Звенигородка.